# نعيمة المطلق
نعيمة المطلق كاتبة سعودية من مواليد محافظة الخرج وهي إحدى محافظات منطقة الرياض في المملكة العربية السعودية. تنقلت أسرتها بين عدد من مدن السعودية كالخرج والطائف وتبوك خلال سنوات طفولتها الأولى إلى أن استقر بها الحال للإقامة في مدينة تبوك ولمدة طويلة حتى انهت مرحلة البكالوريوس. بعدها انتقلت لمحافظة حفر الباطن للدخول لمعترك الحياة العملية حيث عملت في مجال التعليم كمعلمة منذ عام 1413هـ وتدرجت في العمل التربوي والتعليمي إلى أن رُشحت لإدارة الإشراف التربوي لمدارس الأبناء عام 1430هـ.

## نبذة
بدأت الكتابة في سن مبكر، بدأت نشر ما تكتب باسم مستعار هو «أطياف» وأستمر ذلك حتى عام 2005 م إذ تخلت عن الاسم المستعار ونشرت مختلف كتاباتها باسمها الصريح. تكتب المقالة بأنواعها المختلفة والخاطرة،
نُشر لها الكثير من المقالات في مطبوعات محلية، ومن خلال موقعها الشخصي.
سجلت لها مشاركات في مجال التربية والتعليم من خلال العديد من الآراء والمقترحات وأوراق العمل بالإضافة للكثير من الملتقيات التربوية.
حاربت الفساد الإداري والمالي واعتبرته السبب في إجهاض أحلام الكثير من المواطنين الشرفاء المخلصين،
سعت لكتابة رأيها بكل صدق في كل ما يتعلق بالتعليم بالمملكة العربية السعودية فانتقدت صياغة أهداف وغايات سياسة التعليم.
والجدير بالذكر أن الكاتبة نعيمة المطلق حصلت على جوائز تقديرية مميزة في المجال التربوي والتعليمي وحظيت ببعض الدعم من كُتّاب سعوديين لإكمال مشوارها الكتابي في مجال الرواية.

## بعض أعمالها الأدبية

### نثر - مقالات
- عفوا ولاة الأمر الفساد الإداري أجهض أحلامنا
- في كل عام ياوطني
- فوق مستوى الشبهات
- السياسة التي قتلت العروس
- تعليمنا إلى أين؟
- وجوه وحكايا (1)
- وجوه وحكايا (2)
- أمي.. وأنا.. والمسئول.. والطريق
- واقع مزري..وأمانة ضائعة …ومنصب
- معالي وزير التربية والتعليم: أنطلق على بركة الله نحن معك
- عندما تغيب المواقف يصبح للحضور فتور
- حتى لا نكون سبباً في فشل التعليم ومخرجاته
- إلى رئيس الهيئة الوطنية لمكافحة الفساد نُشر
- ياوزير التربية والتعليم.. استوقفني قراركم كثيراً
- قد تُمطر في ذروة يوليو ولا يأتيك العون.!